# Actinernidae
Actinernidae é uma família de cnidários antozoários da subordem Endocoelantheae, ordem Actiniaria.

## Géneros
- Actinernus Verrill, 1879
- Isactinernus Carlgren, 1918
- Synactinernus Carlgren, 1918
- Synhalcurias Carlgren, 1914